# Unité de travail annuel
Une unité de travail annuel (UTA) est une unité de mesure utilisée en France en matière de statistique agricole pour mesurer la quantité de travail dans le secteur agricole. Cette unité équivaut au travail d'une personne travaillant à temps plein pendant une année dans une exploitation agricole.
La notion de « temps plein » se réfère, selon Eurostat, à la législation nationale. Si cette dernière ne précise pas le temps équivalent au plein temps, le nombre minimal annuel d'heures de travail est réputé être de 1 800 heures, soit 225 journées de travail de huit heures.